# Primorski dnevnik
Primorski dnevnik – gazeta mniejszości słoweńskiej we Włoszech założona 13 maja 1945. Jej siedziba znajduje się w Trieście.

## Historia
Gazeta została założona 13 maja 1945, a jej pierwszym redaktorem naczelnym był Jože Koren (1921–2003).
W 2012 dziennik miał problemy finansowe z powodu obniżenia dotacji włoskiego rządu, przeciwko którym protestowała m.in. minister ds. Słoweńców na emigracji.